# Соболев, Дмитрий Филиппович
Дми́трий Фили́ппович Со́болев (23 февраля 1903 года — 4 марта 1986 года) — советский военачальник, генерал-лейтенант Советской армии, участник Великой Отечественной войны, Герой Советского Союза (1945).

## Биография
Родился 23 февраля 1903 года в станице Урюпинской (Хопёрский округ, область Войска Донского, сейчас город Урюпинск) в крестьянской семье. Окончил приходскую школу, затем 3 класса гимназии. Работал подручным кузнеца.
В РККА с марта 1919 года. Участвовал в Гражданской войне, был красноармейцем 133-го стрелкового полка 9-й армии на Южном фронте, но в мае этого же года был уволен как несовершеннолетний.
В июне 1920 года был зачислен добровольцем в отряд Красных профсоюзов, в его составе вновь участвовал в военных действиях на Южном фронте против армии Врангеля. В феврале 1921 года стал красноармейцем Коммунистического батальона Выборгского района Петрограда, участвовал в подавлении Кронштадтского восстания.
В ноябре 1921 года поступил во 2-ю Ленинградско-Борисоглебскую кавалерийскую школу, окончил её в 1924 году. В октябре 1924 года стал красноармейцем 65-го кавалерийского полка 2-й отдельной кавалерийской бригады (Кавказская Краснознамённая армия).
В 1928 году окончил Военно-политические курсы при Киевской объединённой школе красных командиров. Осенью 1928 года возвратился для дальнейшего прохождения службы в 65-й кавалерийский полк, там был помощником командира эскадрона, помощником командира эскадрона по политчасти, затем — политруком эскадрона, а с октября 1930 года — командиром эскадрона. В апреле 1931 года Соболев стал помощником начальника штаба полка. Принимал участие в подавлении антисоветского восстания в Нагорном Карабахе.
В марте 1932 года начал службу в Харьковской 2-й пограничной школе ОГПУ, там сначала занимал должность помощника командира учебного батальона, с ноября 1932 года — начальника штаба курсов, а в октябре 1934 года стал старшим руководителем школы. С 29 июня 1937 года — майор.
В 1936 году Соболев окончил вечернее отделение Военной академии имени М. В. Фрунзе.
В марте 1940 года школа была преобразована в Харьковское пограничное военное училище НКВД СССР, Соболев стал в нём начальником кавалерийского отделения. В сентябре 1941 года вместе с корпусом училища был эвакуирован в Ташкент.
Вскоре стал начальником штаба 77-й кавалерийской бригады оперативных войск НКВД СССР (Туркменская ССР). С 23 декабря 1941 года — подполковник. С февраля 1942 года — начальник отделения отдела боевой подготовки войск НКВД СССР. С апреля 1942 года — командир 16-й стрелковой бригады войск НКВД. С 31 января 1943 года — полковник.
В боях Великой Отечественной войны с августа 1943 года, был заместителем командира 110-й гвардейской стрелковой дивизии на Воронежском фронте, участвовал в форсировании Днепра и других операциях.
С января 1944 года — командир 110-й гвардейской стрелковой дивизии, в феврале 1944 года в боях за освобождение Правобережной Украины был ранен.
В апреле 1944 года стал командиром 1-й гвардейской воздушно-десантной дивизии. Участник многих операций, хорошо проявил себя как командир дивизии.

Полковник РККА Д. Ф. Соболев. Фото времён Великой Отечественной войны

Указом Президиума Верховного Совета СССР от 28 апреля 1945 года за умелое руководство частями и проявленное при этом личное мужество и героизм гвардии полковнику Соболеву было присвоено звание Героя Советского Союза.
Участвовал в советско-японской войне, продолжал командовать 1-й гвардейской воздушно-десантной дивизией. С 25 мая 1945 года — генерал-майор.
В 1948 году окончил Высшую военную академию имени Ворошилова.
В мае 1948 года Соболев стал командиром 9-й пулемётно-артиллерийской дивизии, в июне 1951 года стал командиром 65-го стрелкового корпуса.
В октябре 1955 года стал командиром 32-го стрелкового корпуса. В июне 1956 года стал первым заместителем командующего 5-й армией.
В мае 1960 года Соболев ушёл в запас в звании генерал-лейтенанта (с правом ношения военной формы).
Жил в Ворошиловграде. Скончался 4 марта 1986 года.

## Награды и почётные звания
- Герой Советского Союза (28 апреля 1945 года)[1]:
- медаль «Золотая Звезда» № 4776;
- два ордена Ленина (21.02.1945; 28.04.1945);
- четыре ордена Красного Знамени (6.11.1943; 3.11.1944; 23.09.1945; 15.11.1950);
- орден Богдана Хмельницкого II степени (22.02.1944);
- орден Отечественной войны I степени (1943);
- медаль «XX лет РККА»;
- другие медали.

Иностранные:
- орден Знамени (Венгрия) ;
- орден Михая Храброго (Румыния);
- орден «Защита Отечества» (Румыния);
- орден Тудора Владимиреску (Румыния);
- боевой орден «За заслуги перед народом и Отечеством» (ГДР);
- медаль «Китайско-советская дружба» (Китай);
- медаль «За Победу над Японией» (МНР);
- другие награды.

## Воинские звания
- майор (29.06.1937);
- подполковник госбезопасности (23.12.1941);
- полковник госбезопасности (31.01.1943);
- генерал-майор (25.05.1945);
- генерал-лейтенант (31.05.1954).